# IC 1287
IC 1287 bezeichnet einen Reflexionsnebel im Sternbild Scutum. Das Objekt wurde am 29. Juni 1892 von Edward Barnard entdeckt.